# Erythrolamprus subocularis
Erythrolamprus subocularis — вид змій родини полозових (Colubridae). Ендемік Еквадору.

## Поширення і екологія
Erythrolamprus subocularis відомі з кількох місцевостях, розташованих в провінціях Імбабура і Есмеральдас на півночі Еквадору. Вони живуть у вічнозелених лісах в передгір'ях Анд.